# Wereldkampioenschap voetbal voor clubs
Het wereldkampioenschap voetbal voor clubs (Engels: FIFA Club World Cup) is een door de FIFA georganiseerd voetbaltoernooi, dat om de vier jaar gespeeld wordt, telkens in het jaar voor de wereldbeker. Tweeëndertig teams over de hele wereld nemen deel, gebaseerd op de prestaties in hun continentale beker de afgelopen vier jaar. Zo nemen er twaalf Europese ploegen deel, waaronder de vier UEFA Champions League-winnaars. Ook zes Zuid-Amerikaanse teams spelen op het toernooi. Noord- en Midden-Amerika, Afrika en Azië worden elk door vier ploegen vertegenwoordigd, terwijl Oceanië een team afvaardigt. Het laatste ticket gaat naar een ploeg uit het gastland. De editie van 2025 werd in de Verenigde Staten gespeeld, met als uiteindelijke winnaar Chelsea.
Het wereldkampioenschap voor clubs werd voor het eerst gespeeld in 2000. Acht landen, verspreid over de zes federaties, namen hieraan deel. Op die manier kan elk jaar de beste ploeg ter wereld gekroond worden. Het toernooi kent daarom ook officieel de wereldtitel toe. In 2001 stond het volgende toernooi gepland, maar deze ging, mede door financiële problemen, niet door. Op dit moment gold vooral de Intercontinental Cup, tussen de Europese en Zuid-Amerikaans kampioenen, als de echte wereldprijs. Pas in 2005 vond de volgende editie plaats. Aan deze nieuwe variant namen enkel de winnaars van de zes continentale bekertoernooien deel. Sinds 2007 speelde ook de kampioen van het organiserend land op het toernooi. De komst van deze nieuwe opzet verving de Intercontinental Cup.
Tot en met de laatste editie van 2025 wonnen enkel Zuid-Amerikaanse en Europese clubs die titel. De Duitser Toni Kroos is met zes clubwereldtitels recordhouder. Hij won deze titel eenmaal met Bayern München en vijfmaal met Real Madrid. Manchester City won de laatste editie van deze opzet in 2023.

## Trofee
| Trofee | Beschrijving |
| ------ | --- |
|        | De kampioenstrofee van het wereldkampioenschap voor clubs (FIFA Club World Cup), die sedert de editie van 2025 wordt uitgereikt. |
|        | De kampioenstrofee van het wereldkampioenschap voor clubs (FIFA Club World Cup), die tot en met de editie van 2023 werd uitgereikt. |
|        | De kampioenstrofee van het wereldkampioenschap voor clubs (FIFA Club World Championship), die in 2000 eenmalig werd uitgereikt aan winnaar Corinthians (in 2000 werd er zowel een editie van de wereldbeker voor clubteams als een editie van het wereldkampioenschap voor clubs georganiseerd). |

## Opzet

### Jaarlijks toernooi met continentale kampioenen

#### Het WK voor clubs in de kinderschoenen
Het eerste toernooi (genaamd FIFA Club World Championship) werd in 2000 in Brazilië gehouden. Acht clubs waren over over twee groepen verdeeld. Na de groepsronde volgde een finale. Corinthians won de titel in eigen land en versloeg het eveneens uit Brazilië afkomstige Vasco da Gama na een gewonnen strafschoppenreeks in de finale.
Alle zes de federaties werden hierop vertegenwoordigd, echter was er geen vaste systeem voor het selecteren van de ploegen. Het idee was om 's werelds beste ploegen uit te nodigen, op basis van de continentale prijzen die ze het afgelopen jaar wonnen. Zo werd bijvoorbeeld titelhouder van de UEFA Champions League, Manchester United, op het toernooi uitgenodigd. Ook het Spaanse Real Madrid, dat de Intercontinental Cup in 1998 won, nam deel.
Het tweede toernooi stond gepland voor de zomer van 2001 en kende een uitbreiding naar twaalf deelnemende clubs. Ook op dit toernooi waren de plaatsen niet systematisch vastgelegd. Opvallend was de afwezigheid van Bayern München en Al-Ahly. Zij wonnen de UEFA Champions League en CAF Champions League in 2001. Real Madrid en Hearts Of Oak, winnaars van de edities in 2000, stonde wel tussen de deelnemende ploegen. Titelhouder Corinthians werd niet uitgenodigd. Ook stonden niet alle ploegen te springen voor een deelname. Zo paste UEFA Champions League-winnaar Manchester United voor deze editie. Galatasaray, die de UEFA Cup won, nam hun plaats in.
Op 18 mei 2001 kondigde de FIFA aan dat het toernooi zou worden uitgesteld tot 2003. De FIFA gaf hiervoor drie redenen: nationale en internationale wedstrijden, economische problemen in sommige thuislanden van de deelnemers en, cruciaal, de financiële problemen van ISL Worldwide, de marketingpartner van de FIFA, dat niet veel later instortte. De editie van 2003 werd nooit gehouden, een nieuwe poging was gepland voor 2005. De Intercontinental Cup in Japan gold in deze periode als de echte wereldprijs.

#### Heropleving met nieuwe formule
Pas in 2005 werd opnieuw een wereldkampioenschap voor clubs, met de naam FIFA Club World Championship, georganiseerd. In 2006 werd het toernooi omgedoopt naar de huidige naam: FIFA Club World Cup. De FIFA bracht verschillende veranderingen aan: het toernooi wordt nu jaarlijks in december gehouden, met de continentale kampioenen van de zes federaties als vaste deelnemers. Japan werd de vaste gastheer.
| Continent                | Confederatie | Kampioenschap                  |
| ------------------------ | ------------ | ------------------------------ |
| Start in kwartfinale     |              |                                |
| Oceanië                  | OFC          | winnaar OFC Champions League   |
| Noord- en Midden-Amerika | CONCACAF     | winnaar CONCACAF Champions Cup |
| Afrika                   | CAF          | winnaar CAF Champions League   |
| Azië                     | AFC          | winnaar AFC Champions League   |
| Start in halve finale    |              |                                |
| Zuid-Amerika             | CONMEBOL     | winnaar Copa Libertadores      |
| Europa                   | UEFA         | winnaar UEFA Champions League  |

De kampioenen uit Oceanië, Noord- en Midden-Amerika, Afrika en Azië speelden eerst een kwartfinale. De winnaars daarvan troffen de Europese en Zuid-Amerikaanse kampioenen, die direct waren geplaatst voor de halve finale. Traditioneel zijn dit de twee sterkste continenten.

#### Lokale landskampioen zorgt voor meer animo
In 2007 werd de landskampioen van het organiserend land aan het deelnemersveld toegevoegd. Dit werd gedaan om het toernooi voor het lokale publiek interessanter te maken en te voorkomen dat het toernooi, zoals in de voorgaande editie, grotendeels voor halflege tribunes zou worden gespeeld. Hierdoor werd het toernooi niet meer vast in Japan gespeeld en werd bij elke editie een gastland aangeduid. De landskampioen speelde eerst een play-offwedstrijd tegen de OFC Champions League-winnaar, voor de kwartfinales begonnen. De FIFA bepaalde dat er per nationale voetbalbond maximaal een club mocht deelnemen. Als een continentaal kampioen uit het organiserend land kwam, dan nam de verliezend finalist van dat continentaal toernooi de plaats in van de landskampioen.
| Continent                | Confederatie | Kampioenschap                  |
| ------------------------ | ------------ | ------------------------------ |
| Start in play-off        |              |                                |
| Gastland                 | Gastland     | kampioen gastland              |
| Oceanië                  | OFC          | winnaar OFC Champions League   |
| Start in kwartfinale     |              |                                |
| Noord- en Midden-Amerika | CONCACAF     | winnaar CONCACAF Champions Cup |
| Afrika                   | CAF          | winnaar CAF Champions League   |
| Azië                     | AFC          | winnaar AFC Champions League   |
| Start in halve finale    |              |                                |
| Zuid-Amerika             | CONMEBOL     | winnaar Copa Libertadores      |
| Europa                   | UEFA         | winnaar UEFA Champions League  |

Met de nieuwe opzet waren er zeven wedstrijden: een play-off, twee kwartfinales, twee halve finales, een wedstrijd om de derde plaats en de finale. Van 2008 tot en met 2021 werd er ook een wedstrijd om de vijfde plaats gespeeld. In 2007, 2008, 2011, 2012, 2015 en 2016 ging het toernooi in Japan door, vervolgens werd het in 2009, 2010, 2017, 2018 en 2021 in de Verenigde Arabische Emiraten gehouden. In 2013, 2014 en 2022 was Marokko de organisator en in 2019 en 2020 was dat Qatar. In 2023 werd in Saoedi-Arabië de laatste editie van dit format gespeeld.

### Vierjaarlijks toernooi met 32 deelnemende clubs
In 2016 opperde FIFA-voorzitter Gianni Infantino voor het eerst een uitbreiding van het wereldkampioenschap naar 32 teams, met een verschuiving naar juni/juli. Dit voorstel beoogde de competitie evenwichtiger te maken en aantrekkelijker te worden voor zenders en sponsors. Een jaar later, in 2017, overwoog de FIFA om de competitie uit te breiden naar 24 teams en het vanaf 2021 elke vier jaar te laten doorgaan, ter vervanging van de FIFA Confederations Cup. Het uitgebreide format en schema voor de zomer van 2021 werden goedgekeurd in maart 2019, met China als aangewezen gastland. Echter, door de coronapandemie werd het evenement van 2021 geannuleerd en werd het uitgebreide toernooi uitgesteld, waarbij het format met zeven teams behouden bleef.

#### Uitgebreid toernooi met groeps- en knock-outfase
Op 16 december 2022 kondigde de FIFA aan dat een vernieuwd concept voor de clubcompetitie het jaarlijkse format zou vervangen, met een overgang naar een toernooi dat eens in de vier jaar wordt gehouden. In de zomer van 2025 zal dit toernooi voor het eerst plaatsvinden, met 32 teams in de strijd. Zowel de International Federation of Professional Footballers als het World Leagues Forum reageerden direct kritisch op dit voorstel. Ook verschillende clubs reageerden negatief. Op 23 juni 2023 bevestigde de FIFA dat de Verenigde Staten het gastland zullen zijn voor dit toernooi, dat dient als opmaat naar het wereldkampioenschap voetbal in 2026.
De FIFA-raad keurde ook unaniem het concept van een jaarlijkse clubcompetitie vanaf 2024 goed. Zo werd de FIFA Intercontinental Cup terug in het leven geroepen, die gelijkaardig is aan het tot 2023 gebruikte, jaarlijkse format. De Europese kampioen zal maar een wedstrijd spelen en staat zo dus direct in de finale. De winnaar van dit toernooi zal niet meer de titel van wereldkampioen krijgen.

## Finales
Zie ook: Wereldkampioenen clubteams. Op 27 oktober 2017 de FIFA besliste de winnaars van de wereldbeker als officiële (de jure) wereldkampioenen te erkennen, met dezelfde status als de winnaars van het wereldkampioenschap voetbal voor clubs.
| Editie | Gastland                     | Winnaar           | Uitslag          | Finalist            | Gouden bal (beste speler) | #teams |
| ------ | ---------------------------- | ----------------- | ---------------- | ------------------- | ------------------------- | ------ |
| 2000   | Brazilië                     | Corinthians       | 0–0 (n.s.) (4–3) | Vasco da Gama       | Edílson                   | 8      |
| 2005   | Japan                        | São Paulo         | 1–0              | Liverpool           | Rogério Ceni              | 6      |
| 2006   | Japan                        | Internacional     | 1–0              | FC Barcelona        | Deco                      | 6      |
| 2007   | Japan                        | AC Milan          | 4–2              | Boca Juniors        | Kaká                      | 7      |
| 2008   | Japan                        | Manchester United | 1–0              | Quito               | Wayne Rooney              | 7      |
| 2009   | Verenigde Arabische Emiraten | FC Barcelona      | 2–1 (n.v.)       | Estudiantes         | Lionel Messi              | 7      |
| 2010   | Verenigde Arabische Emiraten | Internazionale    | 3–0              | Mazembe             | Samuel Eto'o              | 7      |
| 2011   | Japan                        | FC Barcelona      | 4–0              | Santos              | Lionel Messi              | 7      |
| 2012   | Japan                        | Corinthians       | 1–0              | Chelsea             | Cássio Ramos              | 7      |
| 2013   | Marokko                      | Bayern München    | 2–0              | Raja Casablanca     | Franck Ribéry             | 7      |
| 2014   | Marokko                      | Real Madrid       | 2–0              | San Lorenzo         | Sergio Ramos              | 7      |
| 2015   | Japan                        | FC Barcelona      | 3–0              | River Plate         | Luis Suárez               | 7      |
| 2016   | Japan                        | Real Madrid       | 4–2 (n.v.)       | Kashima Antlers     | Cristiano Ronaldo         | 7      |
| 2017   | Verenigde Arabische Emiraten | Real Madrid       | 1–0              | Grêmio              | Luka Modrić               | 7      |
| 2018   | Verenigde Arabische Emiraten | Real Madrid       | 4–1              | Al Ain FC           | Gareth Bale               | 7      |
| 2019   | Qatar                        | Liverpool         | 1–0 (n.v.)       | Flamengo            | Mohamed Salah             | 7      |
| 2020   | Qatar                        | Bayern München    | 1–0              | Tigres UANL         | Robert Lewandowski        | 7      |
| 2021   | Verenigde Arabische Emiraten | Chelsea           | 2–1 (n.v.)       | Palmeiras           | Thiago Silva              | 7      |
| 2022   | Marokko                      | Real Madrid       | 5–3              | Al-Hilal            | Vinícius Júnior           | 7      |
| 2023   | Saoedi-Arabië                | Manchester City   | 4–0              | Fluminense          | Rodri                     | 7      |
| 2025   | Verenigde Staten             | Chelsea           | 3–0              | Paris Saint-Germain | Cole Palmer               | 32     |

Zie ook voor de uitslagen vanaf 2024 het FIFA Intercontinental Cup.

## Gewonnen bekers per club
| Aantal | Club              | Jaar                         |
| ------ | ----------------- | ---------------------------- |
| 5      | Real Madrid       | 2014, 2016, 2017, 2018, 2022 |
| 3      | FC Barcelona      | 2009, 2011, 2015             |
| 2      | Corinthians       | 2000, 2012                   |
| 2      | Bayern München    | 2013, 2020                   |
| 2      | Chelsea           | 2021, 2025                   |
| 1      | São Paulo         | 2005                         |
| 1      | Internacional     | 2006                         |
| 1      | AC Milan          | 2007                         |
| 1      | Manchester United | 2008                         |
| 1      | Internazionale    | 2010                         |
| 1      | Liverpool         | 2019                         |
| 1      | Manchester City   | 2023                         |

## Gewonnen bekers per land
| Aantal | Land      | Jaar                                           |
| ------ | --------- | ---------------------------------------------- |
| 8      | Spanje    | 2009, 2011, 2014, 2015, 2016, 2017, 2018, 2022 |
| 5      | Engeland  | 2008, 2019, 2021, 2023, 2025                   |
| 4      | Brazilië  | 2000, 2005, 2006, 2012                         |
| 2      | Italië    | 2007, 2010                                     |
| 2      | Duitsland | 2013, 2020                                     |